# Annunciazione (Filippo Lippi New York)
L'Annunciazione è un'opera composta da due pannelli (tempera su tavola 64x23 cm ciascuno) di Filippo Lippi, databile tra il  1438 e il 1439 circa e conservata nella Frick Collection di New York.

## Descrizione e stile
I due pannelli sono incorniciati insieme ma in precedenza dovevano essere gli scomparti laterali di un altarolo portatile di cui si è persa la parte centrale. Il pannello di sinistra mostra l'Angelo annunciante, mentre quello di destra la Vergine annunciata.
La composizione è costruita con prospettiva centrale e le figure sono messe in risalto da un chiaroscuro avvolgente che non sbalza le figure, anzi asseconda il disegno con più morbidezza. L'ambientazione è semplice ed essenziale, in contrasto con le ricche annunciazioni di matrice tardogotica, come le coeve tavole di Beato Angelico. La ricerca luministica (percepibile nello studio sulla ombre proiettate) è tratta dalla pittura fiamminga; assieme a un'accentuazione dei valori lineari del disegno e del contorno elegante, fa datare l'opera alla fase in cui l'arte del Lippi si andava staccando dall'influenza masaccesca, assimilando altri spunti disponibili da altre scuole pittoriche.